# Cholistan
Cholistan és el nom d'un desert del Pakistan que ocupa una superficie de 26.300 km quadrats, fet que el converteix en un dels deserts més importants d'Àsia. Localment se'l coneix com a Rohi. Empalma amb el desert indi del Thar.

## Característiques
El desert està format per sorra, que pot trobar-se en forma de dunes de fins a 150 metres d'alçada, i roques. Al desert es produeix una forta oscil·lació tèrmica que fa que les nits siguin força fredes especialment a l'hivern. El clima és altament sec. La fauna local està formada per guineus, porcs espins, xacals, serps i llebres del desert. La flora es redueix a arbusts i herbes que necessiten poca aigua i són fortament resistents a la calor. Algunes de les plantes donen flors que viuen poc temps però que permeten que hi hagi colònies d'insectes. L'estudi d'aquestes flors constitueix la prioritat científica en la recerca sobre el Cholistan.
L'aigua s'obté de cursos subterranis que afloren en bassals i pous de capacitat minvant. També s'emmagatzema l'aigua de pluja, especialment durant el monsó (mesos de juliol a setembre). Existeix un projecte per desviar part del curs del riu Sutlej cap al desert per augmentar la superfície cultivable i disminuir la pobresa de la regió, però no hi ha acord sobre la seva execució final. Un risc afegit és la salinització creixent del terra, que fa que l'aigua deixi de ser potable.
Les poblacions són petites i majoritàriament islàmiques. Destaca la mesquita de Derawar, fet de marbre blanc, com a centre religiós de les gents del desert. Les cases acostumen a ser de fang i es col·loquen formant un cercle al voltant del lloc de reunió. Poden ser habitades només de manera estacional, depenent de les necessitats dels animals o de les migracions periòdiques dels seus pobladors.

## Història
El desert està habitat des de l'antigor per tribus nòmades. De fet, la paraula "chol" significa en urdu justament canvi, mudança, fent referència a l'estil de vida d'aquests pobles que s'ha mantingut gairebé inalterable al llarg dels segles. Molts d'ells es dediquen a l'artesania de catifes i mantes de llana verge i terrissa que intercanvien a les ciutats per comprar els productes que necessiten per sobreviure. Munten caravanes de camells (animal de què aprofiten la pell i el pèl per fabricar estris i roba) que creuen el desert per rutes tradicionals. Pastoregen ramats que els proporcionen llet, aliment i matèries primeres per a l'artesania tèxtil de vius color per la qual són famosos. Es calcula que fins a 7 milions de persones resideixen de forma permanent al desert del Cholistan.
S'hi han trobat restes de poblats vinculats a la civilització de la vall de l'Indus al voltant del llit del riu sec Hakra que demostren que la zona estava irrigada cap al 1200 aC però que patí un procés de desertització que obligà als seus habitants a abandonar-la. L'Imperi Mogol va construir-hi fortaleses per controlar el pas d'exèrcits enemics i de mercaderies. Posteriorment altres pobles també van edificar emplaçaments defensius, com per exemple Derawar, de manera que en l'actualitat es poden observar més de 400 ruïnes d'aquestes construccions, que daten de diferents èpoques.

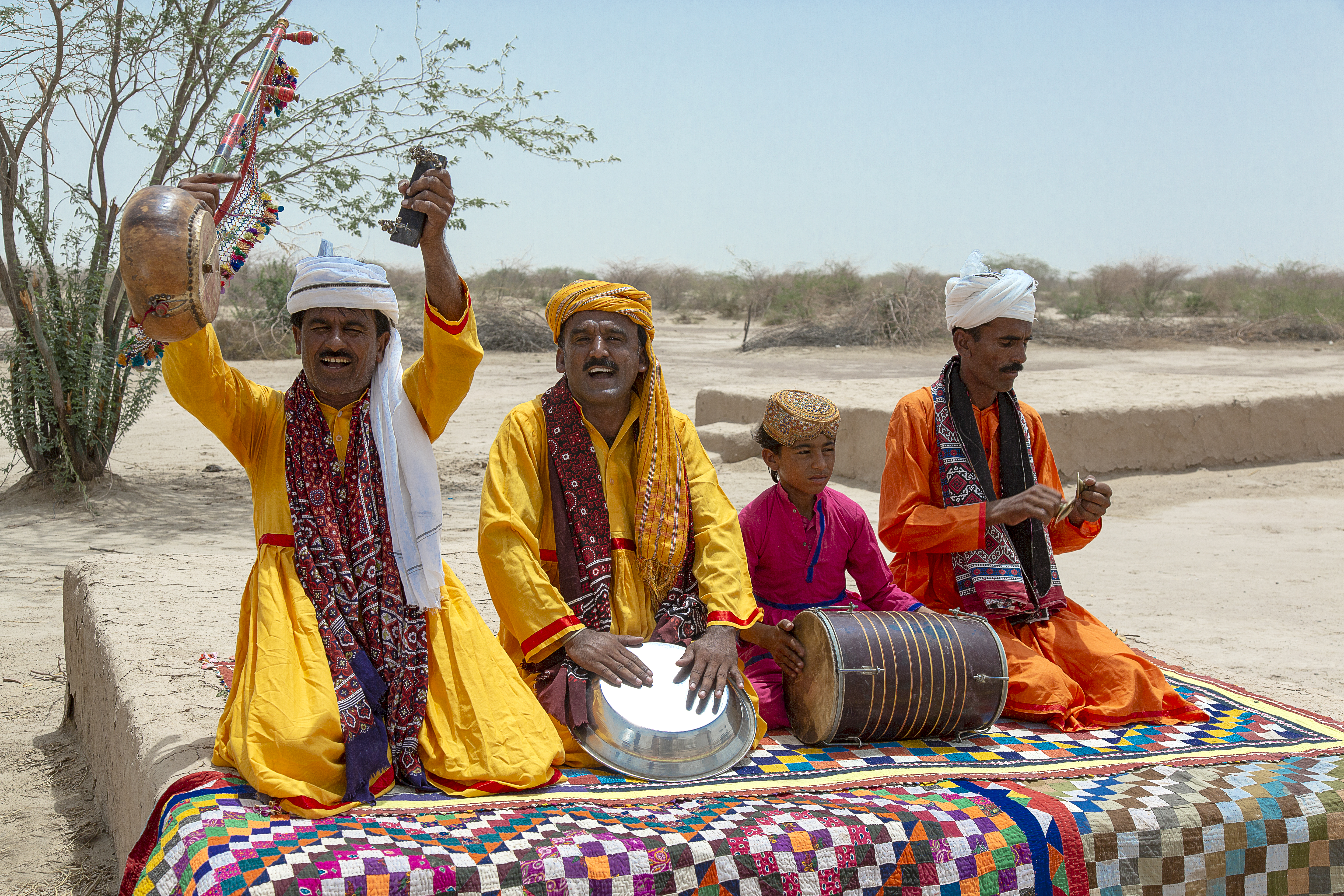
Un grup de cantants populars al desert de Cholistan amb instruments musicals únics

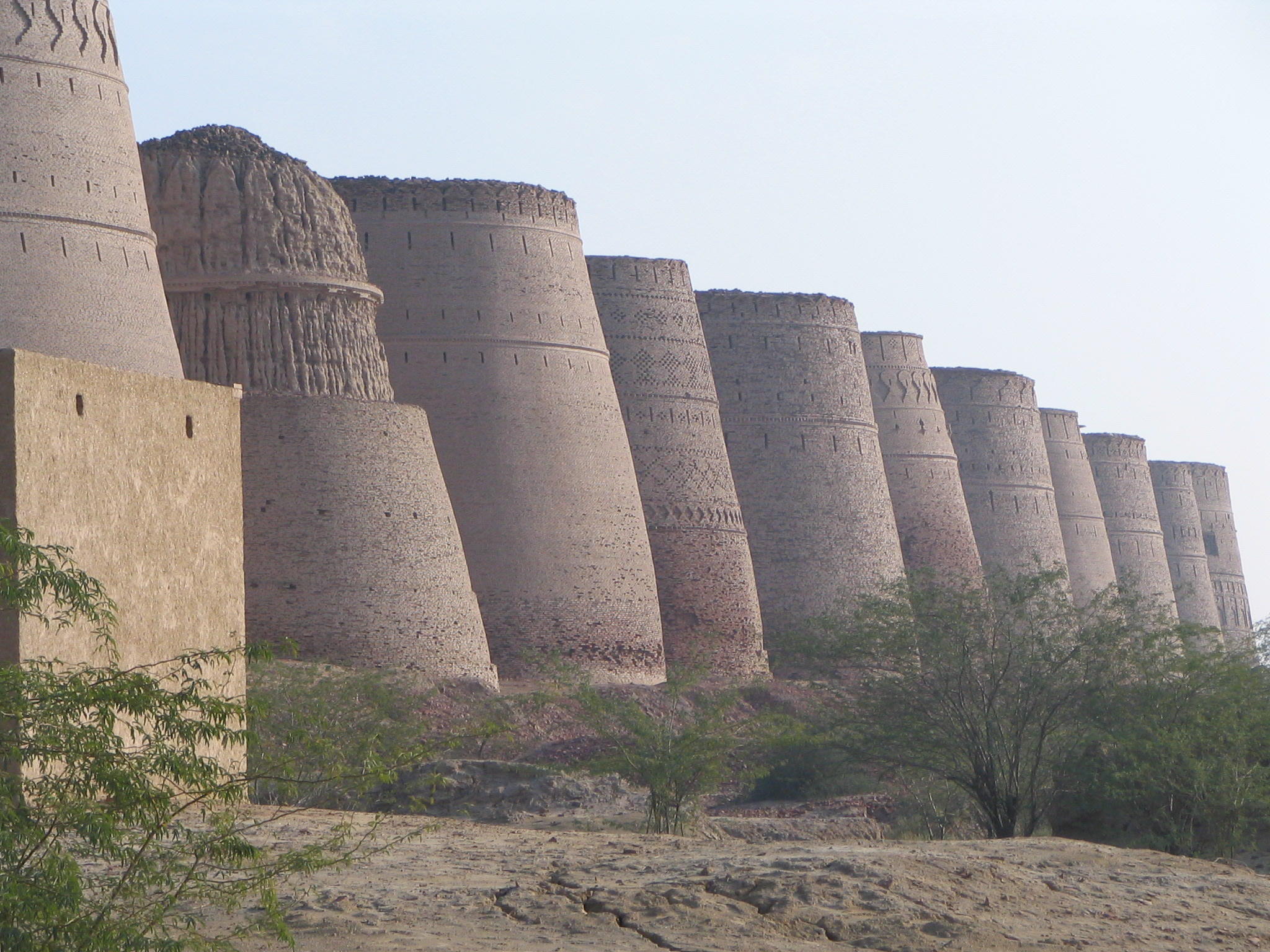
Fortalesa de Derawar

Se celebra anualment la Annual Jeep Rally, una cursa de vehicle tot terreny de renom internacional.